# واقي العدسة
واقي العدسة (بالإنجليزية: Lens hood)‏ في التصوير الفوتوغرافي هو قطعة تضاف إلى نهاية العدسة (تكون مدمجة أحياناً) لتحجب أشعة ضوء الشمس الجانبية (أو أي مصدر إضاءة آخر) من أجل منع ظهور الوهج الضوئي.

## سبب حدوث الوهج
يحدث الوهج عندما يضرب الضوء الشارد مقدمة العدسة ويرتد في أنحاء داخل العدسة. يأتي هذا الضوء غالباً من مصادر الإضاءة الساطعة جداً، كضوء الشمس وإضاءة الإستوديو الساطعة. قد يكون مصدر الضوء نفسه في زاوية نظر العدسة، ولكن ذلك لا يعني أن الوهج واجب الحدوث. من الضروري فقط أن يدخل الضوء الشارد من مصدر إضاءة ساطع إلى العدسة.

## معرض صور

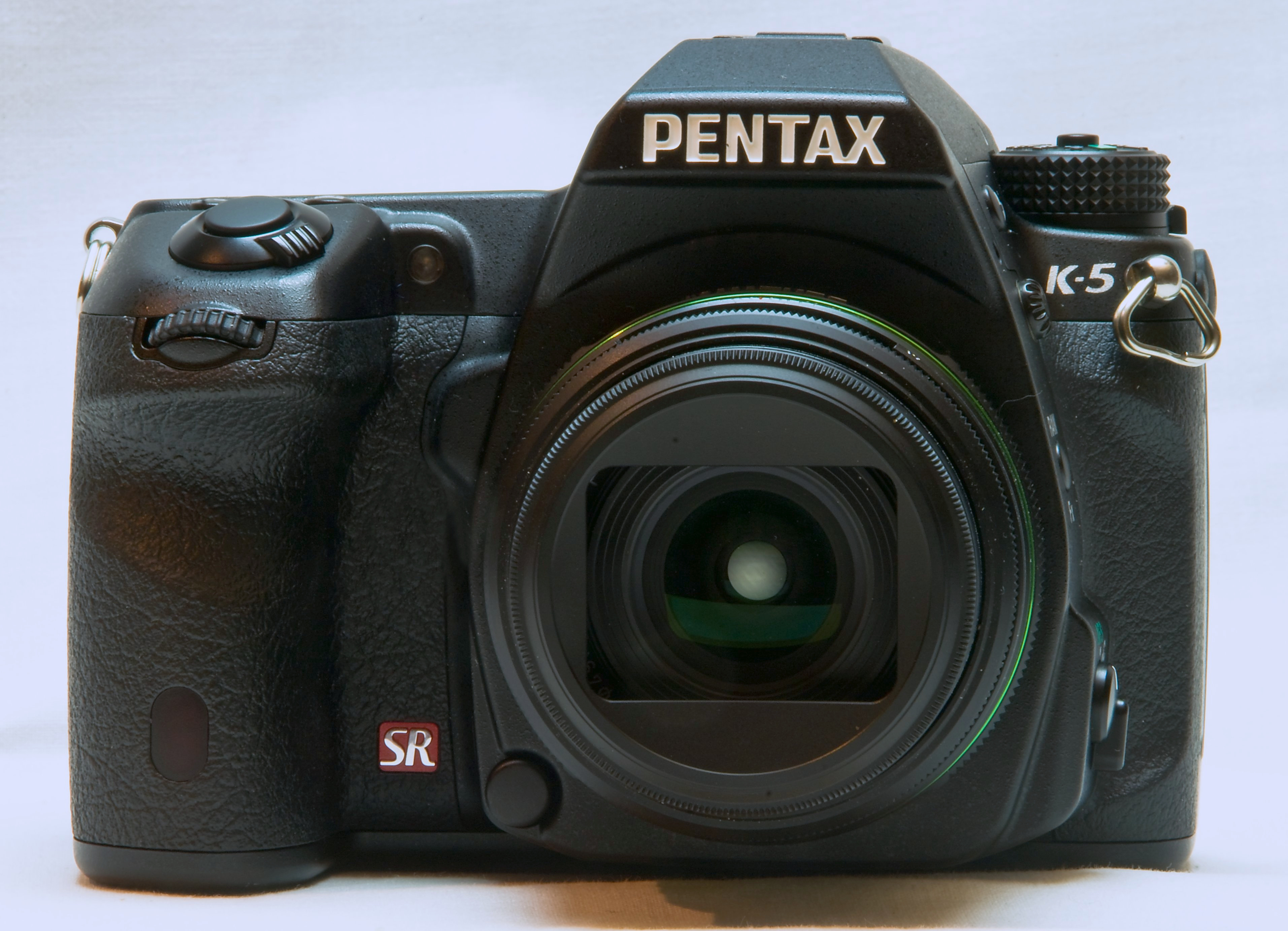
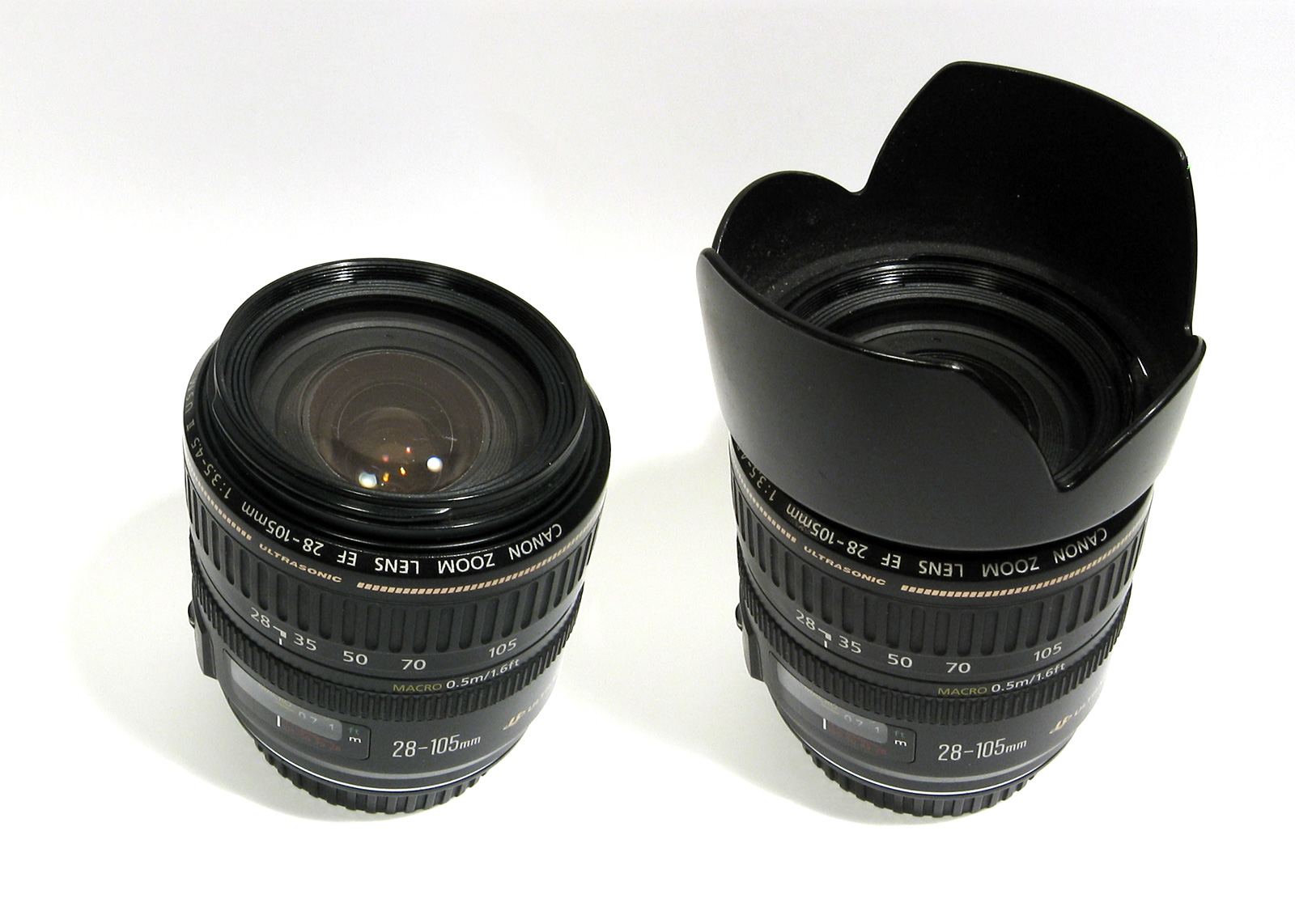
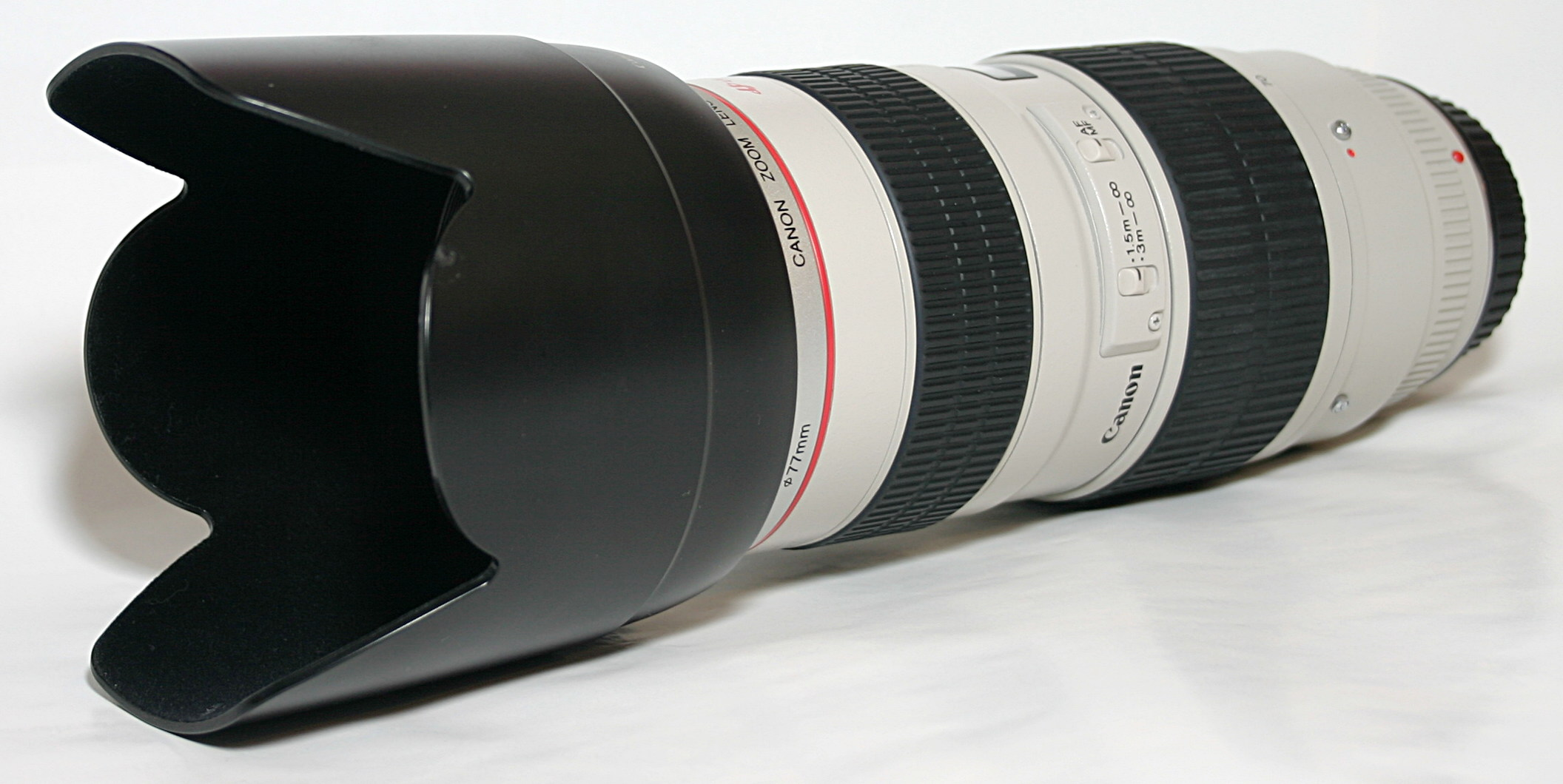